# Varnamtown, North Carolina
Varnamtown, North Carolina (енгл. Varnamtown) град је у америчкој савезној држави Северна Каролина.

## Демографија
По попису из 2010. године број становника је 541, што је 60 (12,5%) становника више него 2000. године.
| Група             | 2000.       | 2010.       |
| Белци             | 475 (98,8%) | 526 (97,2%) |
| Афроамериканци    | 0 (0,0%)    | 5 (0,9%)    |
| Азијати           | 1 (0,2%)    | 0 (0,0%)    |
| Хиспаноамериканци | 3 (0,6%)    | 8 (1,5%)    |
| Укупно            | 481         | 541         |